# Iron Mountain Baby

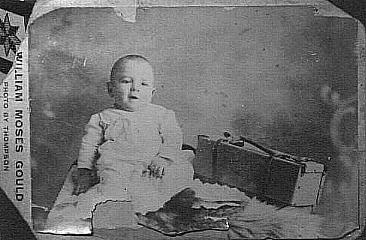
William Helms, das „Iron Mountain Baby“, kurz nach seiner Rettung

William Moses Gould Helms (* ca. 9. August 1902; † 31. August 1953 in Texas) wurde als Iron Mountain Baby bekannt. Dem Findelkind wurde ein gleichnamiger Song gewidmet.

## Fund
William Helms, ein Bauer, der in der Nähe von Hopewell (Missouri) wohnte, war mit seinem Pferd unterwegs und ließ es unter einer Eisenbahnbrücke in der Nähe von Irondale (Missouri) Wasser aus einem Fluss trinken. Als er weiterreiten wollte, hörte er Babygeschrei. Er fand einen Koffer, in dem er ein kleines Baby fand. Neben dem Baby befand sich ein zweites Set an Kleidung und schwarze Wolle. Es ist wahrscheinlich, dass das Baby aus dem fahrenden Zug geworfen wurde. Das Baby war schwer verletzt, lebte aber noch. Der 72 Jahre alte Helms brachte das Kind zu seiner Frau Sarah. Die beiden päppelten das Baby wieder auf.
Das Paar nannte das Baby William Moses Gould Helms. „William“ stand dabei für seinen Finder, „Moses“ nach der biblischen Figur, die ebenfalls als Baby ausgesetzt wurde, und „Gould“ für den Besitzer der Iron Mountain Railroad.
Es gab landesweite Aufrufe, und die Geschichte verbreitete sich im ganzen Land. Zwar stellten sich eine Reihe von Frauen vor, doch die echte Mutter war vermutlich nicht darunter. Das Paar adoptierte das Kind schließlich, als es sechs Jahre alt war.
Nach dem Tod seines Adoptivvaters zog William mit seiner Mutter nach Salem im Bundesstaat Missouri, wo er die High School besuchte und abschloss. Anschließend besuchte er ein College, wo er das Druckerhandwerk erlernte. Seine Ausbildung wurde von der Iron Mountain Railroad finanziert, der späteren Missouri-Pacific Line. Er heiratete am 5. August 1933 in St. Louis. Anschließend zog er mit seiner Frau Sally nach Texas. Sie hatten einen Sohn namens William.
William Moses Gould Helms’ Ausbildung wurde durch die Iron Mountain Railroad finanziert. Er wurde später ein Drucker und arbeitete für mehrere Zeitungen in Fredericktown (Missouri) und West Plains (Missouri). Später zog er nach Texas, wo er 1953 verstarb. Er wurde in der Nähe seines alten Fundorts begraben. Der Legende nach soll dies das zweite Mal gewesen sein, dass er mit dem Zug fuhr.

## Musikalische Interpretation
Der gleichnamige Folksong, der auf der realen Geschichte beruht, wurde von John Barton, dem örtlichen Gemeindeseelsorger getextet und komponiert. Der Text entstand nur wenige Tage nach dem Vorfall und basiert auf dem religiösen Song Hick’s Farewell. Der Song wurde in mehrere Folksong-Sammlungen aufgenommen und wurde über die Jahre mehrfach interpretiert. Auch die Textfassungen unterscheiden sich geringfügig. Er ist im Stil der Ozark-Folksongs gehalten, einer eigenen Gattung von Folksongs in den Vereinigten Staaten.
| Liedtext | Übersetzung |
| --- | --- |
| I have a song I’d like to sing It’s awful but it’s true About a babe thrown from a train By a mother I know not who This little babe, a few days old Was in satchel lain; Its little clothes around it folded And thrown out from a train The train was running at full speed The north bound Number Four And as they crossed the Big River bridge She cast it from the door A father unkind, a mother untrue But this I’m bound to say It must have pierced a mother’s heart To cast her child away The valise was fourteen inches deep, In which the child was found Six inches wide, five inches deep And very closely bound They bruised its head, and hurt its arm, The fall upon the ground A dear old man lived on a farm Rhis poor little baby found It was Bill Helm who found this child He heard its helpless cry And took it to his loving wife Who would not let it die They washed and bathed its little head, And soon they hushed its cry May God protect them while they live God help them when they die This little baby, bless its heart I cannot tell its name, It has a mother to take its part, A father just the same They called him William Moses Gould Because he has no name And if he lives to be a man He’ll wear it just the same Come one, come all, attention give This lesson is for you Teach your children how to live And tell them what to do This wicked world is full of sin God help us all to pray And be prepared to enter in The fold at judgement day The judgement day will come to all The rich as well as poor For God will take his children home For Jesus is the door This ends my song, my story's told I'll say to all goodbye Until we gather round the throne In that bright home on high | Ich hab hier ein Lied, das ich gern singen würde Es ist eine schreckliche Sache, aber sie ist wahr Über ein Baby, das aus dem Zug geworfen wurde Von einer Mutter, die ich nicht kenne Das kleine Baby, ein paar Tage alt Befand sich in einem Schulranzen Die kleinen Kleider um es gebunden Es wurde in der Nacht herausgeworfen Während der Zug mit Höchstgeschwindigkeit fuhr Das war im Norden die Nummer 4 Und der Zug fuhr über die Big River Brücke Als sie es aus der Tür schmiss Ein böser Vater, eine untreue Mutter Aber ich bin mir sicher Es muss der Mutter das Herz gebrochen haben dass sie ihr Baby so wegwarf Nur 14 Zoll lang war der Ranzen In dem das Kind gefunden wurde Sechs Zoll breit und vier Zoll dick Und fest zusammen gebunden Das Kind verletzte sich an Kopf und Arm beim Fall in die Tiefe Ein netter alter Mann, der eine Farm bewirtschaftete der fand das arme Baby Sein Name war Bill Helms Er hörte seine hilflosen Schreie Und brachte es heim zu seiner liebenden Frau Sie ließen es nicht sterben. Sie wuschen und badeten es und bald hörte es auf zu weinen Möge Gott sie beschützen, so lange sie leben Und ihnen helfen, wenn sie sterben Das kleine Baby, segne es, Ich kenne seinen Namen nicht Den kann ihm nur eine Mutter geben Oder ein Vater Sie nannten ihn William Moses Gould Denn er hatte keinen Namen Und wenn er mal ein Mann sein wird Wird er diesen Namen verwenden Seht her, ihr alle, passt gut auf Lasst es euch eine Lehre sein Bringt euren Kindern bei zu leben Und sagt ihnen, was sie machen sollen Diese verfluchte Welt ist voller Sünde Gott, hilf uns zu beten Und seid bereit, sie zu verlassen am Tag des Jüngsten Gerichts Der Tag des Jüngsten Gerichts wird kommen zu den Reichen und zu den Armen Dann bringt Gott seine Kinder heim Und Jesus ist die Tür Dies ist das Ende meines Lieds, die Geschichte ist erzählt Ich sage nun auf Wiedersehen Bis wir uns um den Thron versammeln In diesem hellen Reich da oben |

## Weitere Bearbeitungen
2006 veröffentlichte Evault Boswell einen Roman über die damaligen Ereignisse. Steve Martin und Edie Brickell schrieben ebenfalls eine Version der Geschichte. Der Song trägt den Titel Sarah Jane and the Iron Mountain Baby. Die beiden schrieben außerdem das Bluegrass-Musical Bright Star, in dem der Song ebenfalls Verwendung fand.